# 남송부평로
남송부평로(Namsongbupyeong-ro)는 전라남도 장흥군 관산읍에 있는 도로로, 총 연장은 4.779 km이다. 도로의 명칭이 유래된 것은 행정 구역 및 도로 구간의 방향성을 반영하였기 때문이다.

## 역사
- 2008년 9월 3일 : 도로명으로 남송부평로를 고시

## 지리

### 주요 경유지
- 장흥군
  - 관산읍 (남송리 - 성산리 - 부평리)

### 접촉하는 도로
- 관산로
- 칠관로 (지방도 제827호선)

### 주요 건물 및 시설
- 남송고물상 (남송부평로 61/남송리 173-1)